# Eberhard Rösch
Pour les articles homonymes, voir Rösch.
Eberhard Rösch, né le 9 avril 1954 à Karl-Marx-Stadt (Chemnitz), est un biathlète est-allemand. Aux Jeux olympiques de 1980, il est médaillé de bronze à l'individuel et d'argent au relais.

## Biographie
En 1975, il est vice-champion du monde junior de l'individuel.
Aux Championnats du monde 1978, il gagne ses premières médailles internationales, avec le titre sur le relais, l'argent sur le sprint et le bronze sur l'individuel. En 1979 et 1981, il est aussi champion du monde de relais. Entre-temps, il gagne deux médailles olympiques à Lake Placid, avec l'argent au relais et le bronze à l'individuel, puis gagne le sprint de Mourmansk en Coupe du monde, pour se classer troisième du classement général comme deux ans plus tôt.
On apprend en 2005, qu'il a été employé dans la Stasi, la police d'État de la RDA. Il travaille toujours dans le milieu du biathlon après sa carrière sportive.
Son fils Michael est également un biathlète à succès.

## Palmarès

### Jeux olympiques
- Jeux olympiques d'hiver de 1980 à Lake Placid :
  -  Médaille d'argent en relais.
  -  Médaille de bronze à l'individuel.

### Championnats du monde
- Mondiaux 1978 à Hochfilzen :
  -  Médaille d'or en relais.
  -  Médaille d'argent en sprint.
  -  Médaille de bronze à l'individuel.
- Mondiaux 1979 à Ruhpolding :
  -  Médaille d'or en relais.
- Championnats du monde de biathlon 1981 à Lahti :
  -  Médaille d'or en relais.

### Coupe du monde
- Meilleur classement général : 3e en 1978 et 1980.
- 1 victoire individuelle.
- 9 victoires en relais.

#### Liste des victoires
1 victoire (1 en sprint)
| Saison             | Date         | Lieu      | Discipline   |
| ------------------ | ------------ | --------- | ------------ |
| 1979–80 1 victoire | 29 mars 1980 | Mourmansk | 10 km sprint |